# Encierros de Almodóvar del Campo
Los encierros de Almodóvar del Campo (Ciudad Real, España) son un festejo popular que se celebran en torno al 12 de septiembre y se engloban en unas fiestas dedicadas a la figura del toro, por lo que la mayoría de las actividades giran en torno a este animal.

## Origen y evolución
Los encierros de Almodóvar del Campo datan del Siglo XV,  por lo cual está considerado de los encierros más antiguos de España (los encierros de Cuéllar están documentados desde el siglo XIII). Antiguamente se realizaban estos encierros para la trashumancia del ganado, el cual se remonta desde La Mesta Medieval y fue originando la costumbre de correr reses bravas por el casco urbano de la localidad.
En sus comienzos los encierros concluida en la plaza mayor de la localidad, donde se montaba una plaza de toros provisional cerrada con carros y maderos.
En 2019 tuvo lugar un importante acontecimiento referente a los encierros, pues la Asociación de Amigos de Almodóvar del Campo propuso volver a realizar los tradicionales encierros por el campo, la cual tuvo lugar  el 21 y 22 de septiembre, con 6 utreros cada día. Este tipo de encierros eran muy habituales hace 60 años y para poder volverlos a poner en práctica contarán con la ayuda de algunos caballistas de la localidad de Cuéllar.

## Descripción del festejo
En esta fiesta destacan por su importancia la suelta de vaquillas, las corridas de toros, que tienen lugar por las tardes, y los encierros.
Los encierros duran alrededor de una hora, comenzando a las 13:00 teniendo lugar por las distintas calles del pueblo y acabando en la Plaza de Toros.
Los encierros por el campo se realizarán a la vez que los tradicionales encierros por lo que los primeros empiezan a las 9:30 para que alrededor de las 12:00 ya hayan concluido. El encierro campero llega con los caballos junto a los toros hasta llegar al denominado embudo, lugar por donde da comienzo el recorrido urbano.
Los encierros cuentan con tres partes. La primera de ellas de 3’5 kilómetros será recorrido por los caballistas, que saldrán de los corrales y llegarán al casco urbano. La segundo de las partes se encuentra en recorrido urbano, el cual consta de 1000 metros y al igual que el anterior encierro también irá dirigido por los caballistas, quienes acompañarán a los toros hasta la calle Fernández Almodóvar, momento en el cual empezaría la tercera parte de 800 metros donde estarán como protagonistas los distintos corredores que acompañarán a los toros hasta el coso.

## Reconocimientos
En 1991 fue declarado como fiesta de interés turístico regional por la Junta de Castilla-La Mancha.